# 基西米爾斯 (密蘇里州)
基西米爾斯（英語：Kissee Mills）是位於美國密蘇里州托尼縣的普查規定居民點。

## 歷史
基西米爾斯的郵局自1871年營運至今。

## 人口
根據2020年美國人口普查的數據，基西米爾斯的面積為24.18平方千米，當中陸地面積為22.78平方千米，而水域面積為1.40平方千米。當地共有人口1023人，而人口密度為每平方千米42.31人。